# Domingón (historieta de Gosset)
Domingón es una serie de historietas creada por Gosset para el semanario "DDT" en 1967, acerca de los infructuosos intentos de un hombre común por disfrutar de su descanso dominical. Cada historieta era de una o dos páginas.

## Trayectoria editorial
Bruguera publicó también dos monográficos del personaje en 1971 como números 20 y 39 de la colección Olé:
- Descanso imposible
- Apuros domingueros[2]